# Long Phượng
Long Phượng (chữ Hán giản thể: 龙凤区, âm Hán Việt: Long Phượng khu) là một quận thuộc địa cấp thị Đại Khánh, tỉnh Hắc Long Giang, Cộng hòa Nhân dân Trung Hoa. Quận Long Phượng nằm ở phía đông của Đại Khánh, là một quận có ngành lọc dầu và hóa dầu. Quận Long Phượng có diện tích 410 km², dân số 200.000 người. Mã số bưu chính của quận Long Phượng là 163711. Quận này được chia thành 6 nhai đạo, 1 trấn. 
- Nhai đạo biện sự xứ: Long Phượng, Tam Vĩnh, Đông Quang, Hưng Hóa, Ngọa Lý Truân, Lê Minh
- Trấn: Long Phượng.